# Eugène Chigot
Eugène Henri Alexandre Chigot (1860-1923) fue un pintor francés postimpresionista. Alumno de su padre, el pintor militar Alphonse Chigot, en 1881 ingresó en la École des Beaux-Arts de París donde conoció las ideas del movimiento realista de la Escuela de Barbizon y el Impresionismo. Se instaló en Étaples en el Pas-de-Calais en una colonia de artistas y luego regresó a París, donde se convirtió en fundador del Salon d'Automne. Pintor militar oficial pintó una serie de lienzos en Calais y Nieuport registrando la destrucción causada por la Primera Guerra Mundial.
La reputación de Chigot se basó en sus pinturas paisajísticas y marinas, que surgieron de su afinidad con Flandes y Pas-de-Calais. Representó la vida de los habitantes de Flandes colocándolos dentro de un paisaje de suave luz opalescente. Posteriormente sus pinturas muestran trazas de expresionismo y una paleta más vibrante. También fue un hábil pintor nocturno que viajó extensamente por Francia, Italia y España.

## Primeros años

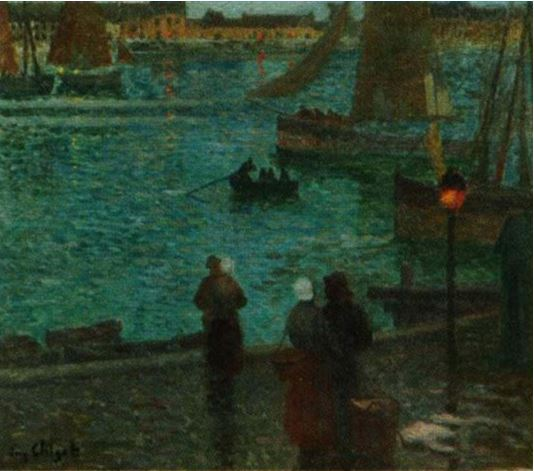
Eugène Chigot, Douarnenez, retour des pêcheurs, à la nuit tombante, (1903)

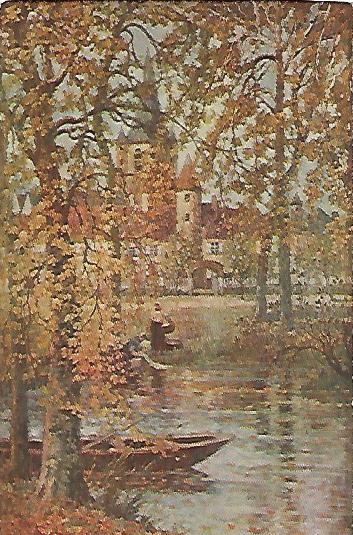
Moulins-Engilbert (1916), óleo, 123 x 81 cm.

Eugène Chigot nació en Valenciennes, Flandes francés, el 22 de noviembre de 1860, el cuarto hijo de los seis de Alphonse Chigot (1824-1917) y Pauline Chigot (de soltera Dubreuil) (1825-1910). Su padre era ex soldado y artista de guerra que había servido en las campañas del norte de África de la década de 1840 y más tarde estudió arte en Valenciennes con Julien Potier. Eugène asistió al Collège et Lycée Notre Dame des Dunes en Dunkerque, donde conoció y se hizo amigo de Henri Le Sidaner, quien se convertiría en su amigo y firme partidario toda su vida. Su formación artística inicial fue como alumno con su padre Alphonse, quien dirigía un taller en Valenciennes. Su padre no apoyó inicialmente que su hijo se convirtiera en artista a tiempo completo, pero accedió a sus deseos tras la intervención de su colega artista Alfred Philippe Roll (1846-1919), exalumno de Léon Bonnat.
En 1880 Chigot se incorporó al taller de Alexandre Cabanel y desde 1881 hasta 1886 asistió a la prestigiosa École des Beaux-Arts, en la que estudió como alumno de Bonnat, Paul Vayson y Cabanel. La influencia de este último en el joven Chigot fue considerable. Aunque Cabanel pintaba generalmente en un estilo académico, que fue despectivamente descartado como art pompier (literalmente 'arte de bombero') por algunos críticos, era un pintor hábil con un profundo conocimiento del arte francés del siglo XIX, en particular del impresionismo. y el naturalismo de la escuela de Barbizon, de la cual Jean-Baptiste Camille Corot y Charles-François Daubigny fueron influencias significativas para Chigot. Los intereses de Chigot en el uso del color, la suavidad de las formas y el clima atmosférico se formaron bajo la tutela de Cabanel.

## La Colonia artística de Étaples
Después de su preparación en París, Chigot buscó un entorno apropiado desde donde pudiera pintar. Inicialmente viajó al sur de Francia y a Italia antes de llegar a España en 1887 donde pasó ese año. En esta etapa de su carrera, Chigot favoreció la pintura 'En plein air ', siguiendo una teoría atribuida a Pierre-Henri de Valenciennes (1750-1819) que expuso en un tratado titulado Reflexiones y consejos para un estudiante de pintura, particularmente de paisaje (1800) desarrollando el concepto de pintura de paisaje mediante el cual el artista pinta directamente sobre el lienzo in situ dentro del paisaje. Esta técnica le permitió al artista capturar mejor los detalles cambiantes del clima y la luz. 
Eugène Chigot comenzó a exponer en el Salón de París en 1884 y continuará haciéndolo hasta 1924. Fue elogiado por el jurado en 1885 por Portrait des Artistes Français, antes de ganar una medalla de tercera clase en 1887 por La pêche interrompre y una medalla de segunda clase en 1890 por la pintura marítima Prière du soir. Estos éxitos le aportaron unos premios monetarios que financiaron su estancia en España. Luego se unió a su viejo amigo Henri Le Sidaner en Étaples en la Costa de Ópalo, al sur de Calais donde establecieron un taller de artistas y exhibiciones regulares que finalmente se convertirían en una escuela de arte, llamada Villa des Roses. Étaples tenía una tradición de pintura al aire libre establecida por Charles-François Daubigny (1817-1878), quien se retiró allí desde el estallido de la Comuna de París en 1871 y del pintor local de Deauville Eugène Boudin (1824-1898), un destacado postimpresionista. En el período hasta el comienzo de la Primera Guerra Mundial en 1914, el área atrajo a numerosos artistas extranjeros, en particular de los Estados Unidos, Australia y las islas británicas.
Chigot vivió en la zona durante la mayor parte de los siguientes veinte años, inicialmente en la villa adjunta a su estudio en Étaples y después de su matrimonio, en Dunkerque, hasta que en 1895 compró una casa en el nuevo y rico complejo de Le Touquet. Se casó con Martha Colle en 1893 y pasó parte de la luna de miel en Berck, un lugar predilecto de Manet en la década de 1870, donde tenía un estudio. La unión produjo un hijo Paul Louis, nacido en 1906 que se convirtió en un eminente cirujano y una hija Mathilde. Los Chigot se mudaron nuevamente en 1902 a la ciudad de Gravelines, en el oeste de Flandes, en la desembocadura del río Aa, donde construyó un chalet junto al mar para pintar.  La producción de Chigot durante la década de 1890 fue de estilo postimpresionista, en el que representó escenas de playa con cielos expansivos, paisajes marinos atmosféricos y castillos locales a menudo con un estanque en primer plano. Sus figuras son íntimas y ubicadas dentro del paisaje costero. Chigot poseía la habilidad de pintar de manera convincente el agua inmóvil y en movimiento.

## Regreso a París y fundación del Salón de Otoño

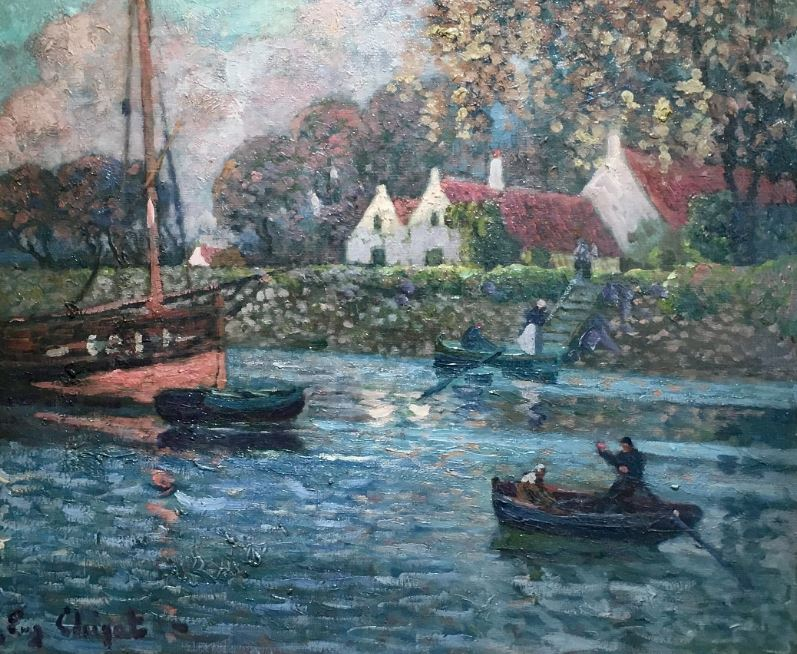
Fraiport (1905)

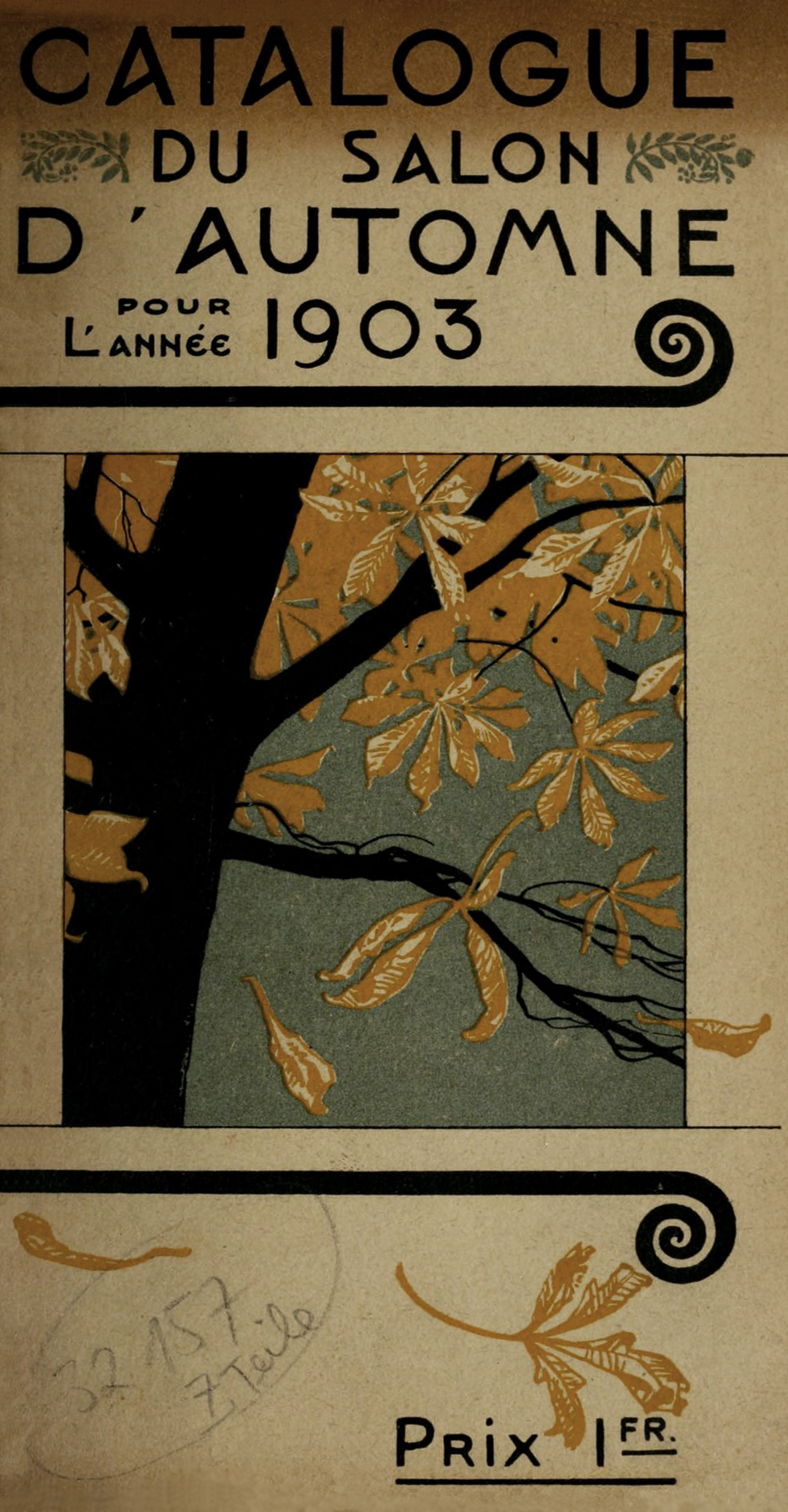
Salón de otoño catálogo 1903

Eugène Chigot participó activamente en la fundación del Salon d'Automne, una exposición anual de arte celebrada en París, que se inauguró el 31 de octubre de 1903. Percibida como una reacción contra las políticas conservadoras del Salón de París oficial, la nueva exposición fue un éxito inmediato mostrando desarrollos e innovaciones en el arte de principios del siglo XX. El Salon d'Automne desde su inicio recibió un fuerte apoyo de artistas de todo el espectro artístico, incluidos algunos de los artistas más establecidos de Francia, entre los que estaban: Paul Cézanne, Édouard Vuillard y Auguste Rodin, que presentaron obras en la exposición inaugural. En la exposición de 1905, Chigot exhibió tres lienzos con el paisaje de Flandes: Le Soir à Vormouth, Place morte y Jardin en Flanders. El salón también fue testigo del nacimiento del fauvismo en 1905 y del cubismo en 1910.
El ambiente artístico febril del final de la Belle Époque sin duda afectó a Eugène Chigot, que estaba radicado en París desde 1908. Si bien Chigot no puede ser visto como un pintor radical, es posible ver un segundo período en su obra de 1905-1923 donde ha incorporado elementos de los movimientos modernistas especialmente en el uso del color que se vuelve más vibrante y abstracto. Durante este segundo período, Eugène Chigot pintó los paisajes de diferentes regiones de Francia. Continuó inspirándose en la luz y los paisajes de Flandes, pero también pintó en Normandía, Bretaña y Ile de France en el norte y en Clisson y en los bosques de Nivernais. Se sintió atraído por los colores claros y exuberantes de la Costa Azul y también pintó algunos lienzos sobre la frontera entre Francia e Italia en Liguria, especialmente en Dolceacqua.

## Pintor oficial de la Marina y artista de guerra

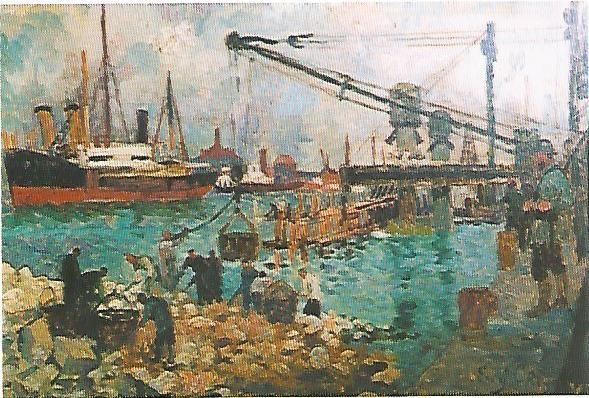
Le port de Calais (1917), óleo sobre lienzo,

En 1891 Chigot aceptó la oferta de convertirse en pintor oficial de la Marine Nationale ( Peintre officiel de la Marine ), siguiendo así la tradición militar de su padre. El puesto requería una serie de pinturas oficiales para conmemorar eventos notables. En 1893, Chigot completó una serie de pinturas oficiales para conmemorar la visita del presidente Émile Loubet a la flota francesa en Toulon y de la visita del almirante ruso Theodor Avellan a Toulon.
Después, en 1897, el presidente Félix Faure le encargó capturar el momento en que Faure fue a reunirse con el zar de Rusia y firmar la Alianza Franco-Rusa.
La interrupción de la vida cultural francesa de la Gran Guerra fue severa y en poco tiempo muchos artistas tuvieron problemas económicos. En respuesta, el crítico de arte Louis Vauxcelles organizó una exposición en la Galería George Petit en París, a la que Chigot contribuyó con una pintura, y los beneficios fueron destinados a la ayuda de los artistas. En la Exposición La Trienal de 1916 aportó cuatro cuadros : La rue fleurie à Menton, Solitude au Grand Trianon, Printemps en Flandre, la Mortola Italie. En un nivel tangible, la guerra tuvo un efecto deletéreo en Chigot. Su padre Alphonse, quedó detrás de las líneas enemigas después de la caída de Valenciennes ante el ejército alemán. Como consecuencia, Chigot no pudo visitar a su padre durante su última enfermedad en octubre de 1917. El mes anterior había trasladado a su familia a Dieppe para mantenerlos alejados de la primera línea.
En  1917, en su calidad de artista militar oficial, Chigot estuvo cerca de las fuerzas francesas en Calais donde  ayudó organizar una exposición de arte de la Gran Guerra.  Durante la estancia en Calais realizó una serie de dibujos y pinturas, algunos de los cuales han sido perdidos. Una tela importante Le Port de Calais (1917) ha sobrevivido y muestra un grupo de obreros reparando el muelle destruido en Calais. En Nieuport en el Río Yser,  presenció primero los efectos del bombardeo en la ciudad y creó una serie de pinturas y dibujos muy duros de la destrucción ocasionada.

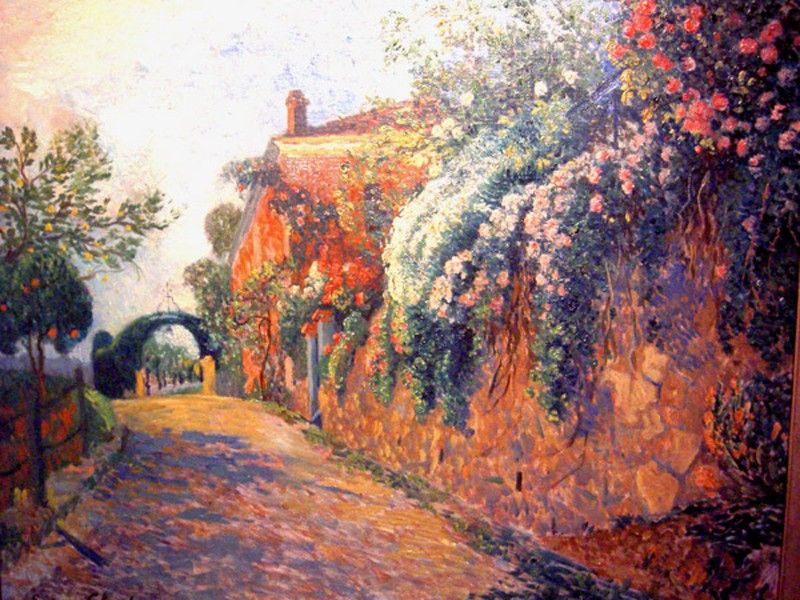
Juan-les-Pins (1919)

No se sabe si Chigot tenía un problema de salud mental subyacente, pero la guerra parece haberlo dejado en un estado depresivo. Él y su esposa se embarcaron en unas largas vacaciones en la Costa Azul, donde cuadros como Juan-les-Pins (1919) mostraban tendencias expresionistas. Fue reelegido miembro del comité del salón de otoño en 1919 y en 1920 recibió un mínimo de reconocimiento internacional cuando exhibió pinturas en el Museo Metropolitano de Nueva York, una exposición que recorrió algunas de las principales galerías de los Estados Unidos.
Eugène Chigot murió en París el 14 de julio de 1923. Su cuerpo fue trasladado a Valenciennes y enterrado junto a otros miembros de su familia.

## Colecciones públicas (selección)

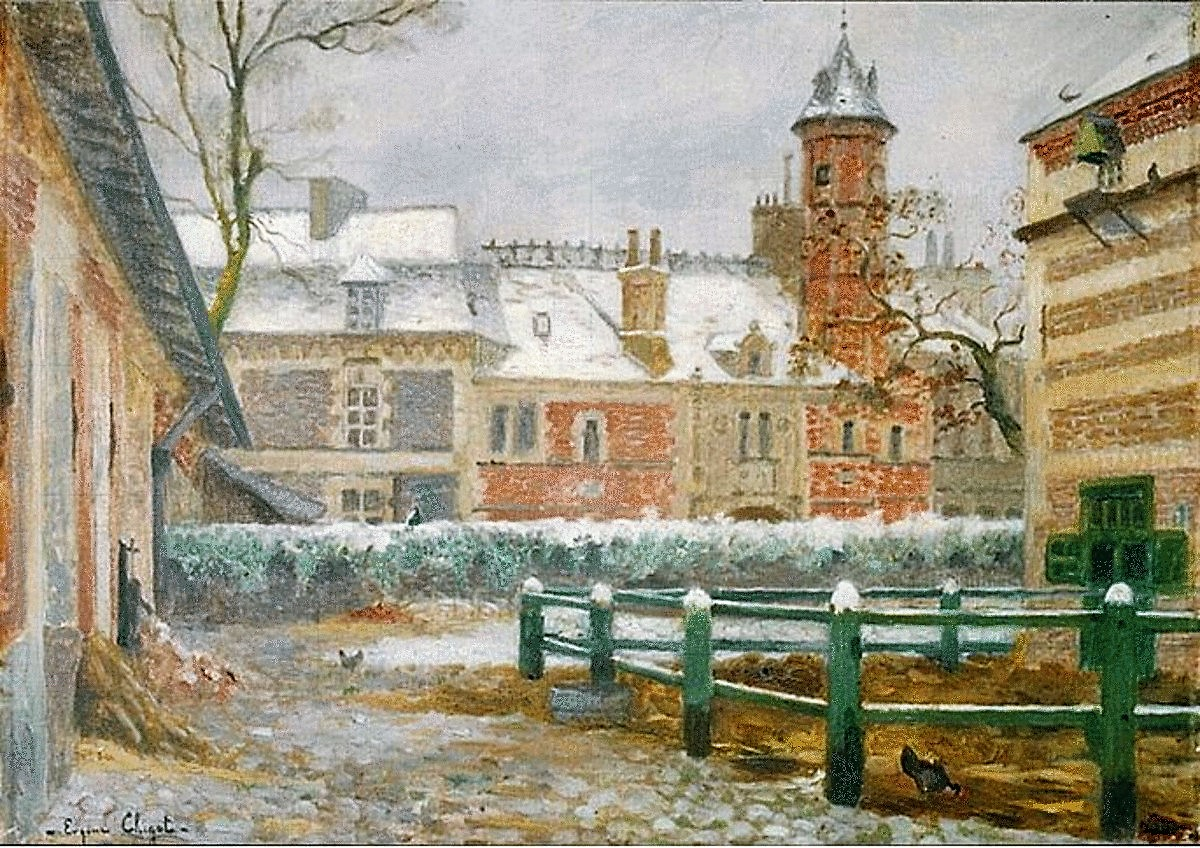

Se pueden encontrar ejemplos de la obra de Chigot entre otros en los siguientes museos : Musée d'Orsay, Musée de France d'Opale Sud, Musée Antoine Vivenel, Musée du Touquet-Paris-Plage, Palais des Beaux-Arts de Lille, Musée du Luxembourg, Petit Palais, Musée Carnavalet, y Museo de Arte de Indianápolis.
Eugène Chigot ha sido objeto de varias exposiciones póstumas: en el Musée Galliera en 1954, en el Hôtel de Ville de Callais en 1960, el Salon d 'Automne, París en 1960, en la Kaplan Gallery, Londres en 1964 y en le Touquet en el Musée du Touquet en 2008.
La Association des Amis d'Eugène Chigot en Touquet mantiene su legado.

## Biografías
- Antoine Descheemaeker- Colle (2008), Eugène Chigot, Sa Vie, Son Oevre Peint, Editions Henri, Francia.ISBN 9782917698020 en francés
- Jean-Francoise Louis Merlet (1910), Eugène Chigot, peintre, Paris Societè de L'edition Libre.

## Galería (seleccionada)

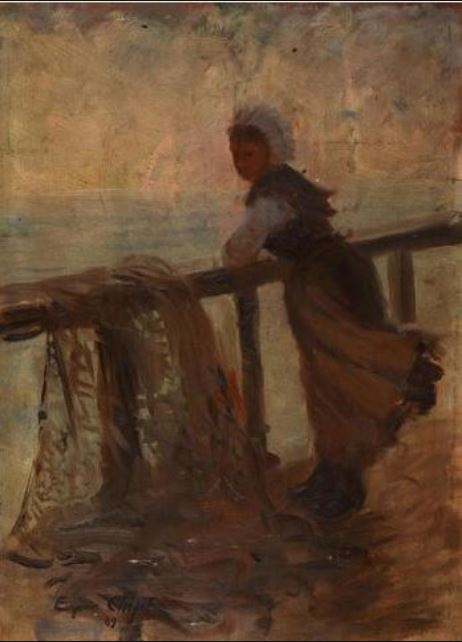
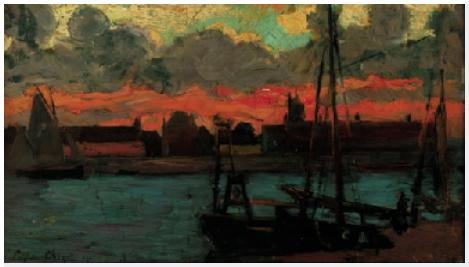
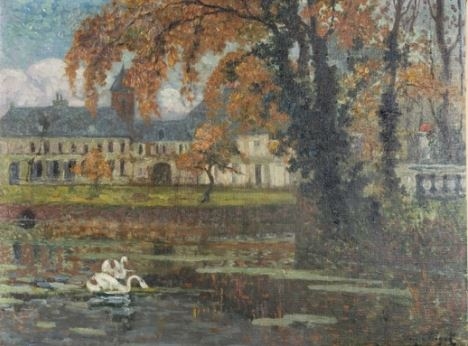
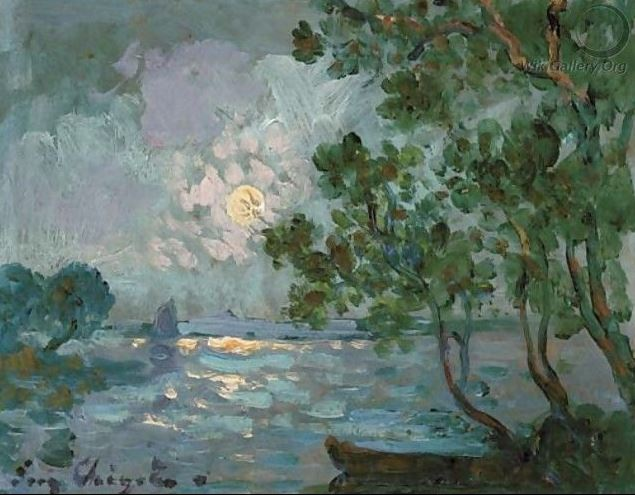
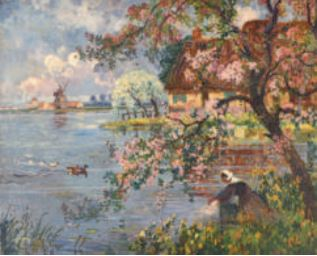
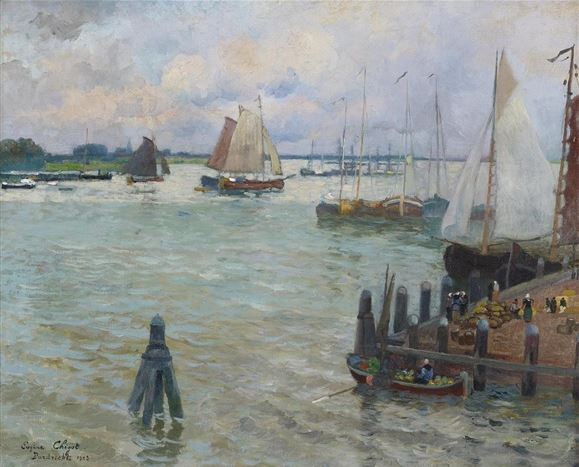
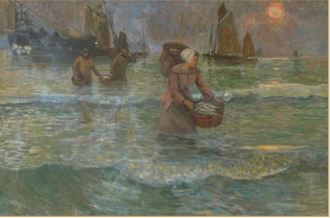
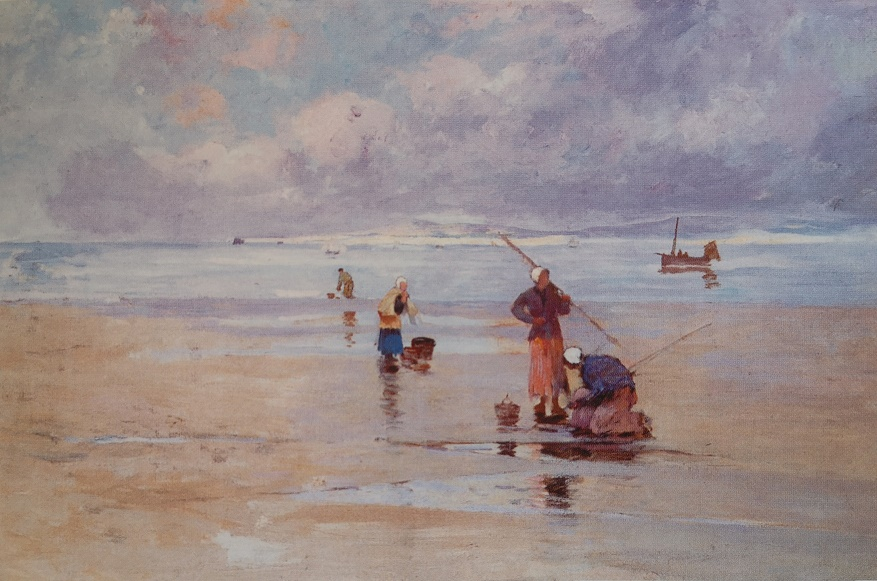
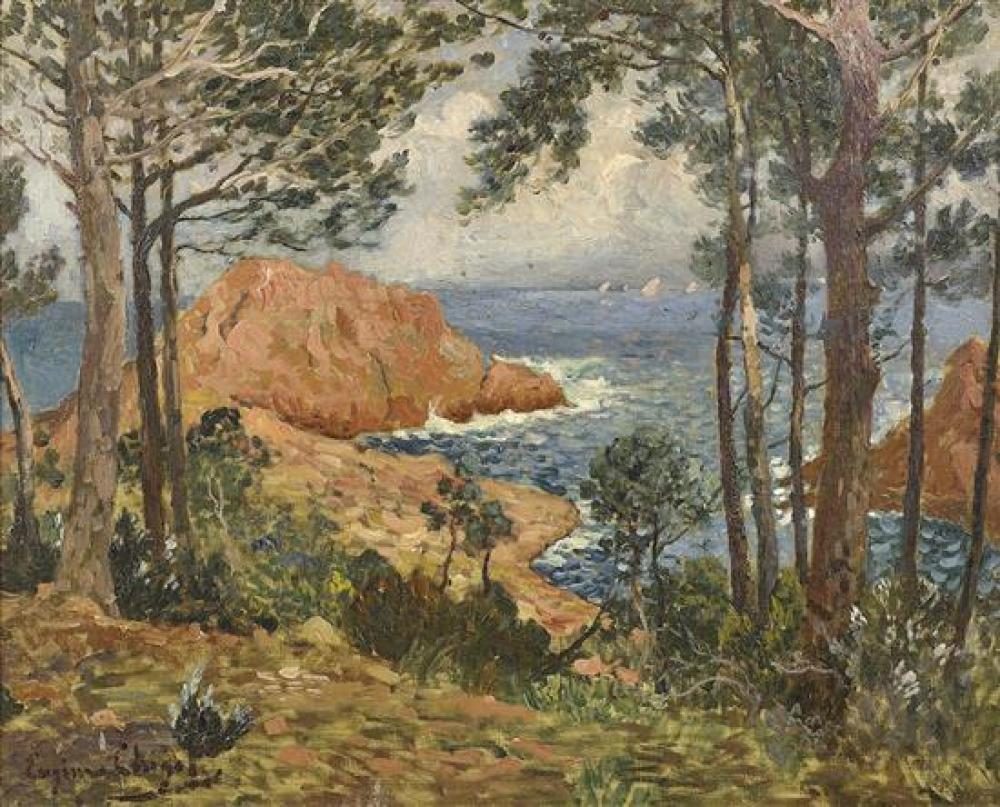
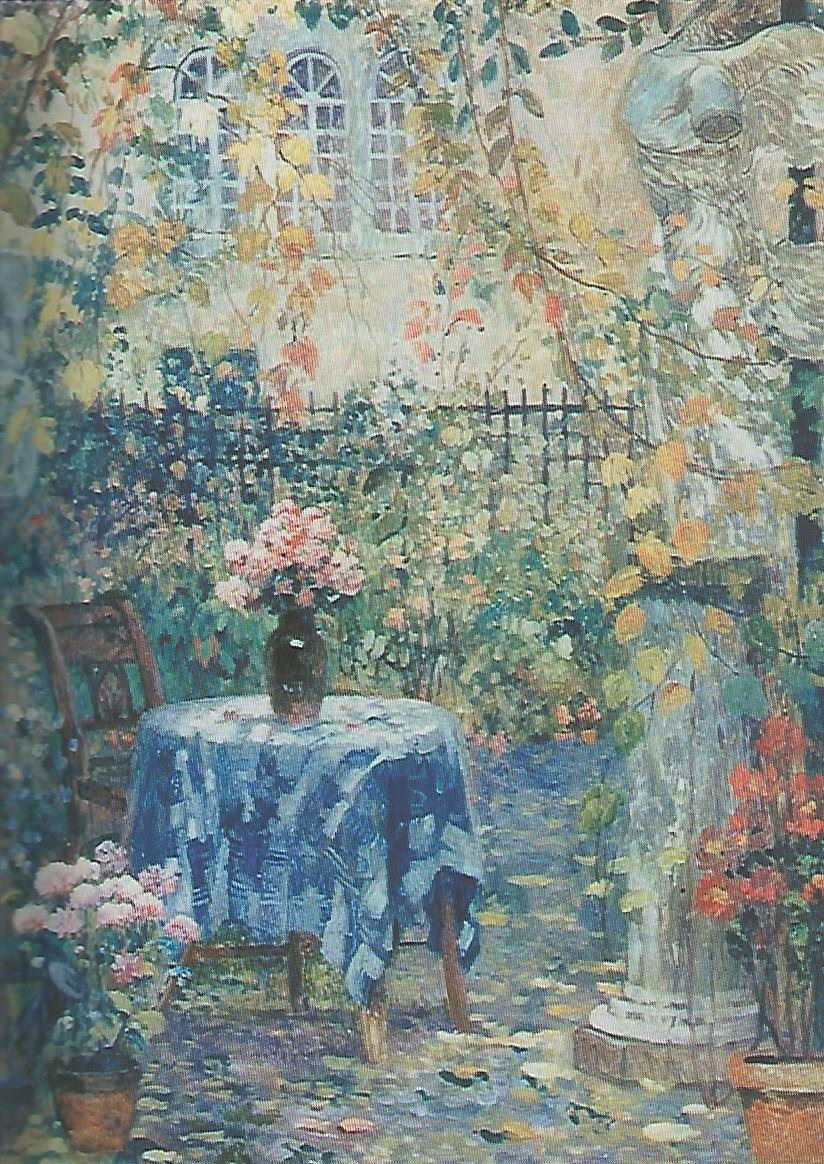
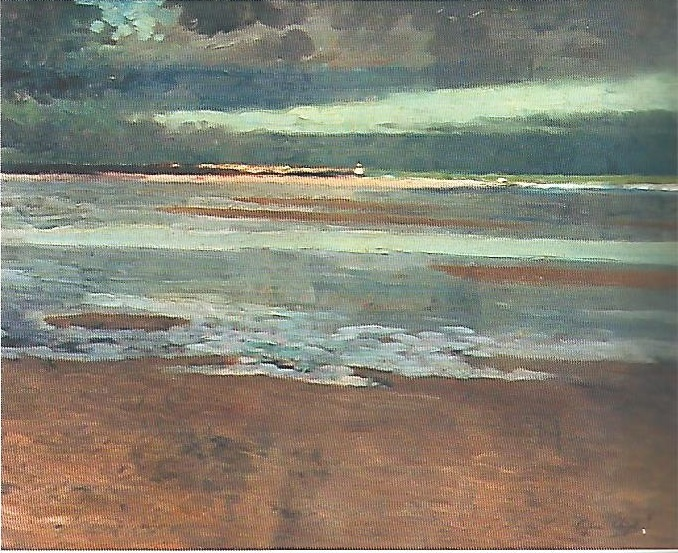
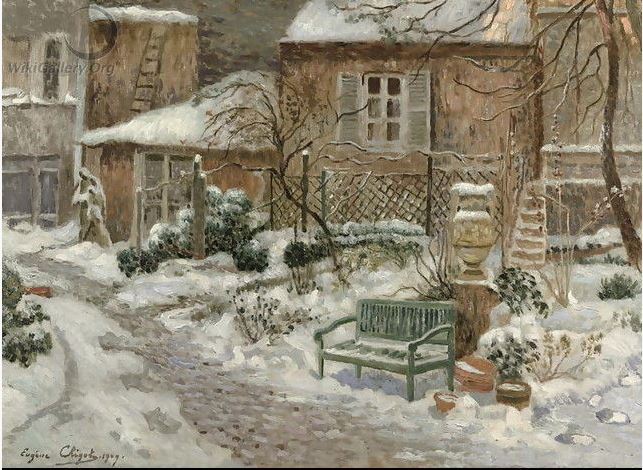